# Kelle Antal
Kelle Antal (Budapest, 1953. szeptember 1. –) Ferenczy Noémi-díjas képzőművész és ArtFormer.

## Élete
1972-1983 között folytatta művészeti és technikai tanulmányait Magyarországon és a dessaui Bauhausban. 1986-1989-ig a Képző- és Iparművészeti Szakközépiskola tanára. 1999-től tagja a törökbálinti művészek alkotó közösségének (Első Kör), 2002-től A Regioart művészeti csoport tagja. 2000-ben alkotóművészeti workshopon vett részt a londoni Seven Oaks Royal Institute-ban. 2001-ben meghívott művészeti tanár a Halle-i Művészeti Egyetemen, 2002-ben művészeti kurzusokat vezetett Bangkokban, 2003-ban Kurzusvezető tanár a soproni Nyugat-magyarországi Egyetemen. 2005-ben művészeti kurzust vezetett Jerevánban. 2007-ben előadásokat tartott a MOME-n és vendégtanár volt az Indiai Művészeti Egyetemen (NID) Ahmadábádban, Delhiben és Bangaloreban. 2008-ban szobrász-workshopot vezetett a Tartu-i Képzőművészeti Egyetemen Észtországban. MAOE és MKISZ Szobrászati és Interdiszciplináris Szakosztályának tagja. 2012-ben a Velencei biennálé Magyar Pavilonjában a kiállítás képzőművészeti részeként hét szobrát állították ki. 2014-ben kiállított Párizsban, az Unesco Palotában. 2015-ben megkapta az Országos Kisplasztikai Quadriennale Fődíját. 2017-ben kiállítása nyílt a Kinetica Show-n Londonban és a MOMATH Múzeumban, New York-ban.

## Díjak, ösztöndíjak
- 2015. Országos Kisplasztikai Quadriennale Fődíja
- 2011 Ferenczy Noémi-díj
- 2008 A másfél éves nemzetközi, Charles Eames-ösztöndíj (India)
- 2007 Magyar Design I. díj
- 2004 „Pro Ludo” díj
- 2003 Kiss Áron-életműdíj

## Fontosabb egyéni kiállítások
- 2017 London, Kinetica Show
- 2017 New York, MOMATH Múzeum
- 2014 Párizs, Unesco Palota
- 2012 Velence, Kiállítás a Velencei biennálén (A Magyar Pavilon kiállításának képzőművészeti része: hét szobor)
- 2012 Kalocsa, Mobilitás kiállítás a Nicolas Schöffer Múzeumban
- 2010 Törökbálint, „hogy vagytok tü,/ voltunk mü es,/ ahogy vagyunk mü,/ lesztek tü es, .....”
- 2010 Budapest, Sejtések és sugallatok című kiállítás, Magyar Nemzeti Galéria
- 2010 Pécs, Reverence című kiállítás a Cella Septichora-ban (Európa kulturális fővárosa programban)
- 2009 Budapest, Önálló kiállítás a Színterek az Alkotásban konferencián, Magyar Szabadalmi Hivatal kiállítóterme
- 2009 Budapest, Nexus című kiállítás, - Szépművészeti Múzeum
- 2008 Dessau, Németország – Variations and Aspects című kiállítás, Kandinsky and Klee BAUHAUS Meisterhauses
- 2008 Tartu, Észtország, University of Art Gallery
- 2007 Ahmadábád, India – Aquarium Galeria
- 2005 Budapest, Aspects című kiállítás - Moholy-Nagy Művészeti Egyetem Ponton Galéria
- 2005 Budapest, Vari.art című kiállítás, - Iparművészeti Múzeum

## Fontosabb csoportos kiállítások
- 2012 II. Szobrászati Biennálé, Szentendre
- 2012 XVII. Nemzetközi Szobrászati Kiállítás Pozsony
- 2012 MKISZ Szín - tér - harmónia - a Magyar Képzőművészek és Iparművészek Szövetségének kiállítása, Budapest
- 2011 Magyar Alkotóművészek Háza Budapest - XIII. Állami Művészeti Díjazottak Kiállítása
- 2011 Árkád Galéria, Budapest - Jubileumi Kiállítás a MAKISZ szervezésében
- 2010 D- Galéria, Szeged.
- 2010 I. Szobrászati Biennálé, Szentendre
- 2005 Duna Galéria, Budapest
- 2003 Jazz Galéria, Magyar Nemzeti Galéria, Budapest